# William Ashburnham (4e baronnet)
Pour les articles homonymes, voir Ashburnham (homonymie).
William Ashburnham, 4e baronnet (16 janvier 1710 - 4 septembre 1797) est un prêtre de l'Église d'Angleterre et également un baronnet.

## Biographie

### Jeunesse
William Ashburnham est le fils de Charles Ashburnham, 3e baronnet de Bromham, Guestling, Sussex et devient 4e baronnet Ashburnham, le 3 octobre 1762. Il épouse Margaret, fille de Thomas Pelham de Lewes, à Guestling et a un fils William qui devient député de Hastings.
Ashburnham s'inscrit en 1728 et étudie au Corpus Christi College, à Cambridge, où il obtient un BA en 1732-1733.
William Ashburnham est élu membre de Corpus Christi en 1733-1735, reçoit son MA (Lit. Rég.) en 1739, et un doctorat en 1749.

### Carrière
Ashburnham est ordonné prêtre en 1733 et nommé aumônier de l'Hôpital royal de Chelsea en 1741. L'année suivante, en 1742, il devient vicaire de St Peter Bexhill, dans le Sussex. Il est fait doyen de Chichester en 1742 et en 1743 chanoine de la Cathédrale Saint-Paul de Londres (une place qu'il garde en commende avec le siège d'évêque). Puis à partir de 1754, il est évêque de Chichester pendant 43 ans jusqu'à sa mort en 1797, l'un des plus longs épiscopats pour le siège de Chichester. Ashburnham est également recteur de Guestling, de 1743 à 1797.
William Ashburnham est décédé le 4 septembre 1797.

### Sources
- « Chichester Cathedral Website », The Dean and Chapter, Chichester Cathedral (consulté le 4 février 2012)
- William Camden, Britannia Vol 1., London, English, 1701
- E Kimber et R Johnson, The baronetage of England: containing a genealogical and Historical Account of all the English Baronets, London, G. Woodfall, J. Fuller, E. Johnson et al, 1771
- Mark Anthony Lower, The Worthies of Sussex, Lewes, Sussex, Sussex Advertiser, 1865
- Domesday Book: Sussex, Chichester, Phillimore, 1976 (ISBN 0-85033-145-5)
- « National archives », UK Government (consulté le 4 février 2012)
- W.R.W. Stephens, Memorials of the South Saxon See and Cathedral Church of Chichester, London, Bentley, 1876 (lire en ligne)
- Alumni Cantabrigienses (10 vols), Cambridge University Press, 1922–1958